# Spes
Spes – rzymskie uosobienie (personifikacja) nadziei. Na rewersach monet rzymskich przedstawiana jako postać kobieca z kwiatem w ręku, unosząca skraj szaty.